# Chajarí
Chajarí – miasto w Argentynie, położone we wschodniej części prowincji Entre Ríos, ok. 18 km od granicy z Urugwajem.

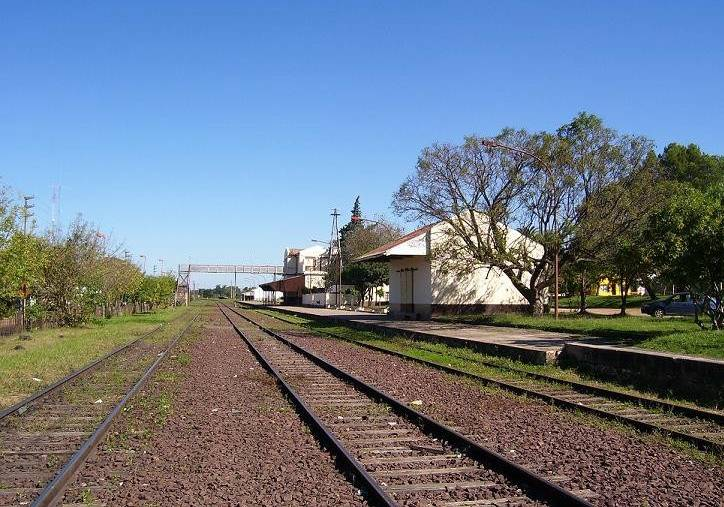
Stacja kolejowa Chajarí

## Opis
Miejscowość została założona 28 maja 1872. Przez miasto przebiega linia kolejowa i autostrada RN14. Obecnie Chajari jest popularnym ośrodkiem turystycznym, na wschodzie w odległości 18 km od miasta, przepływa rzeka graniczna Urugwaj.

## Atrakcje turystyczne
- Termas Chajari (źródła termalne)[3]
- Regional Museum Camila Quiroga (Muzeum Regionalne)[4]
- Iglesia Santa Rosa (kościół)[5]